# Rivière à la Baleine
Der Rivière à la Baleine (englisch Whale River) ist ein Fluss im Norden der kanadischen Provinz Québec.

## Flusslauf
Er hat seinen Ursprung in der Nähe von Schefferville und fließt in nördlicher Richtung zur Ungava Bay. Dabei mündet der Rivière Wheeler von links in den Fluss. Er hat eine Länge von 428 km, ein Einzugsgebiet von 31.900 km² sowie einen mittleren Abfluss von 580 m³/s. Sein Einzugsgebiet grenzt nach Osten an das des Rivière George, im Westen an das des Rivière Koksoak und dessen Zufluss Rivière Caniapiscau.